# Saniwides
Saniwides is een geslacht van uitgestorven reptielen dat behoort tot de varanide Squamata. Het leefde in het Laat-Krijt (Santonien-Campanien, ongeveer 80 miljoen jaar geleden) en zijn fossiele overblijfselen zijn gevonden in Azië (Mongolië). Het wordt beschouwd als een mogelijk familielid van de varanen.

## Naamgeving
Saniwides mongoliensis werd door Magdalena Borsuk-Białynicka benoemd in 1984, op basis van overblijfselen van de Djadochtaformatie. De geslachtsnaam betekent 'gelijkend op Saniwa', een ander uitgestorven geslacht van varaniden. De soortaanduiding verwijst naar de herkomst op Mongolië.
Het holotype is ZPal MgR-I/72, gevonden bij Choelsa.

## Beschrijving
Saniwides was minder dan een meter lang en had een schedel van ongeveer vijf centimeter lang. Saniwides mongoliensis moet erg geleken hebben op een moderne varaan, maar hij onderscheidt zich door enkele kenmerken van de schedel: hij heeft een zeer lage, afgeplatte en zeer brede snuit, waardoor de kop qua uiterlijk op een eendenbek lijkt. Het is niet duidelijk waar de ongebruikelijke structuur voor diende. Net als de huidige varanen, had Saniwides klauwen aan weerszijden van het lichaam en een lange staart.

## Fylogenie
Sommige kenmerken van de schedel (de afwezigheid van breed contact tussen het supraoccipitale en wandbeen, het supratemporale uitsteeksel van het smalle wandbeen en de vorm van het quadratum) suggereren dat Saniwides meer afgeleid (geëvolueerd) is dan de huidige helodermatiden, en waarschijnlijk dichtbij aan de oorsprong van de echte varanen staat. Een nauw verwant dier kan Proplatynotia zijn geweest, ook uit het Krijt van Azië.